# Riječki karneval
Riječki karneval je skup zbivanja koji se održavaju u Rijeci u doba karnevala.

## Manifestacije Riječkog karnevala
Riječki se karneval sastoji od sljedećih manifestacija:
- karnevalske povorke
- karnevalske fešte
- izbor kraljice Riječkog karnevala
- karnevalski bal koji se održava u Guvernerovoj palači
- karnevalski koncerti
- karnevalske izložbe
- karnevalski sportovi
- dječje karnevalske igre

Vrhunac karnevala su maskirane povorke koje prolaze centrom grada, zadnje nedjelje prije Pepelnice.
U karnevalu sudjeluju povorke iz raznih krajeva Hrvatske i inozemstva. Motivi koje prikazuju povorke se kreću od tradicionalnih do modernih, a dosta česta tema je podrugivanje aktualno političkoj situaciji.
Običaj karnevalskog života s povorkama i plesom njeguje se više od sto godina, a od 1982. godine održava se organizirano u obliku povorki kakav je i danas. Na karnevalu 2007. godine sudjelovalo je 95 grupa s više od 10.000 sudionika, te 100.000 gledatelja.
Povorke se kreću kružno od rive (Putnička obala), preko Delte i završavaju na Korzu. Duž ove trase postavljeno je 6 podija na kojima voditelji predstavljaju sudionike.
Posebnost karnevala je sudjelovanje tzv. zvončara, ogrnutih ovčjom kožom i sa zvonom oko pojasa.
Tradicionalno na samom kraju festivala prolaze Halubajski zvončari, koji sudjeluju na Riječkom karnevalu od samih početaka.
Uspješnom organizacijom karnevala grad Rijeka postao je član Europske udruge karnevalskih gradova.

### Riječki karneval 2010.
Međunarodno natjecanje u snowboardu koje se održava od 2007. godine po prvi je puta održano na Korzu na posebno izgrađenom poligonu.
Carnival Party, festival moderne plesne glazbe, trajao je tri dana s posebnim programom povodom desete godišnjice festivala.
U Međunarodnoj karnevalskoj povorci sudjelovalo je 8000 tisuća maškara raspodijeljenih u 94 grupe i 73 alegorijska vozila. Povorku je uživo pratilo gotovo 100 tisuća ljudi.

### Riječki karneval 2011.
Na karnevalskoj povorci održanoj 6. ožujka 2011. godine sudjelovalo je 9000 tisuća maškara raspodijeljenih u 107 skupina.

### Riječki karneval 2012.
Održao se 19. veljače 2012.

### Riječki karneval 2013.
Održao se 10. veljače 2013. godine te su na njemu sudjelovale 102 skupine.

### Riječki karneval 2014.
Održao se 2. ožujka 2014. godine, a na njemu je sudjelovalo 117 skupina.

## Vanjske poveznice
- Službene stranice Riječkog karnevala
- FECC - Europska udruga karnevalskih gradova
- Službene stranice Turističke zajednice grada Rijeke